# Rouvres (Sena i Marne)
Rouvres és un municipi francès, situat al departament de Sena i Marne i a la regió de Illa de França. L'any 2007 tenia 625 habitants.
Forma part del cantó de Mitry-Mory, del districte de Meaux i de la Comunitat d'aglomeració Roissy Pays de France.

## Demografia

### Població
El 2007 la població de fet de Rouvres era de 625 persones. Hi havia 200 famílies, de les quals 20 eren unipersonals (4 homes vivint sols i 16 dones vivint soles), 45 parelles sense fills, 127 parelles amb fills i 8 famílies monoparentals amb fills.
La població ha evolucionat segons el següent gràfic:
Habitants censats

### Habitatges
El 2007 hi havia 207 habitatges, 200 eren l'habitatge principal de la família i 7 estaven desocupats. 198 eren cases i 9 eren apartaments. Dels 200 habitatges principals, 178 estaven ocupats pels seus propietaris, 21 estaven llogats i ocupats pels llogaters i 1 estava cedit a títol gratuït; 11 tenien dues cambres, 16 en tenien tres, 55 en tenien quatre i 117 en tenien cinc o més. 166 habitatges disposaven pel capbaix d'una plaça de pàrquing. A 66 habitatges hi havia un automòbil i a 121 n'hi havia dos o més.

### Piràmide de població
La piràmide de població per edats i sexe el 2009 era:
| Homes | Edats   | Dones |
| ----- | ------- | ----- |
| 0     | 95 o +  | 0     |
| 0     | 90 a 94 | 0     |
| 0     | 85 a 89 | 0     |
| 0     | 80 a 84 | 4     |
| 4     | 75 a 79 | 0     |
| 8     | 70 a 74 | 8     |
| 8     | 65 a 69 | 0     |
| 4     | 60 a 64 | 8     |
| 28    | 55 a 59 | 8     |
| 20    | 50 a 54 | 20    |
| 24    | 45 a 49 | 32    |
| 28    | 40 a 44 | 32    |
| 40    | 35 a 39 | 28    |
| 16    | 30 a 34 | 36    |
| 16    | 25 a 29 | 16    |
| 12    | 20 a 24 | 8     |
| 28    | 15 a 19 | 12    |
| 24    | 10 a 14 | 36    |
| 32    | 5 a 9   | 44    |
| 8     | 0 a 4   | 12    |

## Economia
El 2007 la població en edat de treballar era de 443 persones, 336 eren actives i 107 eren inactives. De les 336 persones actives 317 estaven ocupades (163 homes i 154 dones) i 19 estaven aturades (8 homes i 11 dones). De les 107 persones inactives 34 estaven jubilades, 45 estaven estudiant i 28 estaven classificades com a «altres inactius».

### Ingressos
El 2009 a Rouvres hi havia 197 unitats fiscals que integraven 598,5 persones, la mediana anual d'ingressos fiscals per persona era de 24.315 €.

### Activitats econòmiques
Dels 13 establiments que hi havia el 2007, 1 era d'una empresa de fabricació d'altres productes industrials, 2 d'empreses de construcció, 3 d'empreses de comerç i reparació d'automòbils, 3 d'empreses de transport, 1 d'una empresa immobiliària, 1 d'una empresa de serveis, 1 d'una entitat de l'administració pública i 1 d'una empresa classificada com a «altres activitats de serveis».
Dels 3 establiments de servei als particulars que hi havia el 2009, 1 era un taller de reparació d'automòbils i de material agrícola, 1 paleta i 1 lampisteria.

## Equipaments sanitaris i escolars
El 2009 hi havia una escola elemental.

## Poblacions més properes
El següent diagrama mostra les poblacions més properes.